# Liste der Biografien/Perc
Liste der Biografien |
Portal Biografien |
Personensuche
# |
A |
B |
C |
D |
E |
F |
G |
H |
I |
J |
K |
L |
M |
N |
O |
P |
Q |
R |
S |
T |
U |
V |
W |
X |
Y |
Z |
?
 
Pa |
Pc |
Pe |
Pf |
Ph |
Pi |
Pj |
Pk |
Pl |
Pm |
Pn |
Po |
Pr |
Ps |
Pt |
Pu |
Pv |
Pw |
Py
 
Pea |
Peb |
Pec |
Ped |
Pee |
Pef |
Peg |
Peh |
Pei |
Pej |
Pek |
Pel |
Pem |
Pen |
Peo |
Pep |
Peq |
Per |
Pes |
Pet |
Peu |
Pev |
Pew |
Pex |
Pey |
Pez
 
Pera |
Perb |
Perc |
Perd |
Pere |
Perf |
Perg |
Perh |
Peri |
Perj |
Perk |
Perl |
Perm |
Pern |
Pero |
Perp |
Perq |
Perr |
Pers |
Pert |
Peru |
Perv |
Perw |
Pery |
Perz
Die Liste der Biografien führt alle Personen auf, die in der deutschsprachigen Wikipedia einen Artikel haben. Dieses ist eine Teilliste mit 105 Einträgen von Personen, deren Namen mit den Buchstaben „Perc“ beginnt.

## Perc
- Perc, Jerneja (1971–2009), slowenische Sprinterin

### Perca
- Percă, Aurel (* 1951), rumänischer Geistlicher, römisch-katholischer Erzbischof von Bukarest

### Perce
- Perce, Legrand W. (1836–1911), US-amerikanischer Politiker
- Percec, Virgil (* 1946), US-amerikanisch-rumänischer Chemiker
- Percee P (* 1969), US-amerikanischer Underground-Hip-Hop-Künstler
- Percerou, Laurent (* 1961), französischer Geistlicher, römisch-katholischer Bischof von Nantes
- Perceval, Jean Jacques Antoine Caussin de (1759–1835), französischer Orientalist
- Perceval, John (1923–2000), australischer Maler und Keramiker
- Perceval, Julio (1903–1963), argentinischer Komponist, Organist und Musikpädagoge
- Perceval, Luk (* 1957), belgischer Theaterregisseur
- Perceval, Richard (1550–1620), britischer Romanist, Hispanist und Lexikograf
- Perceval, Spencer (1762–1812), britischer Politiker und PremierministerSpencer Perceval (1762–1812)

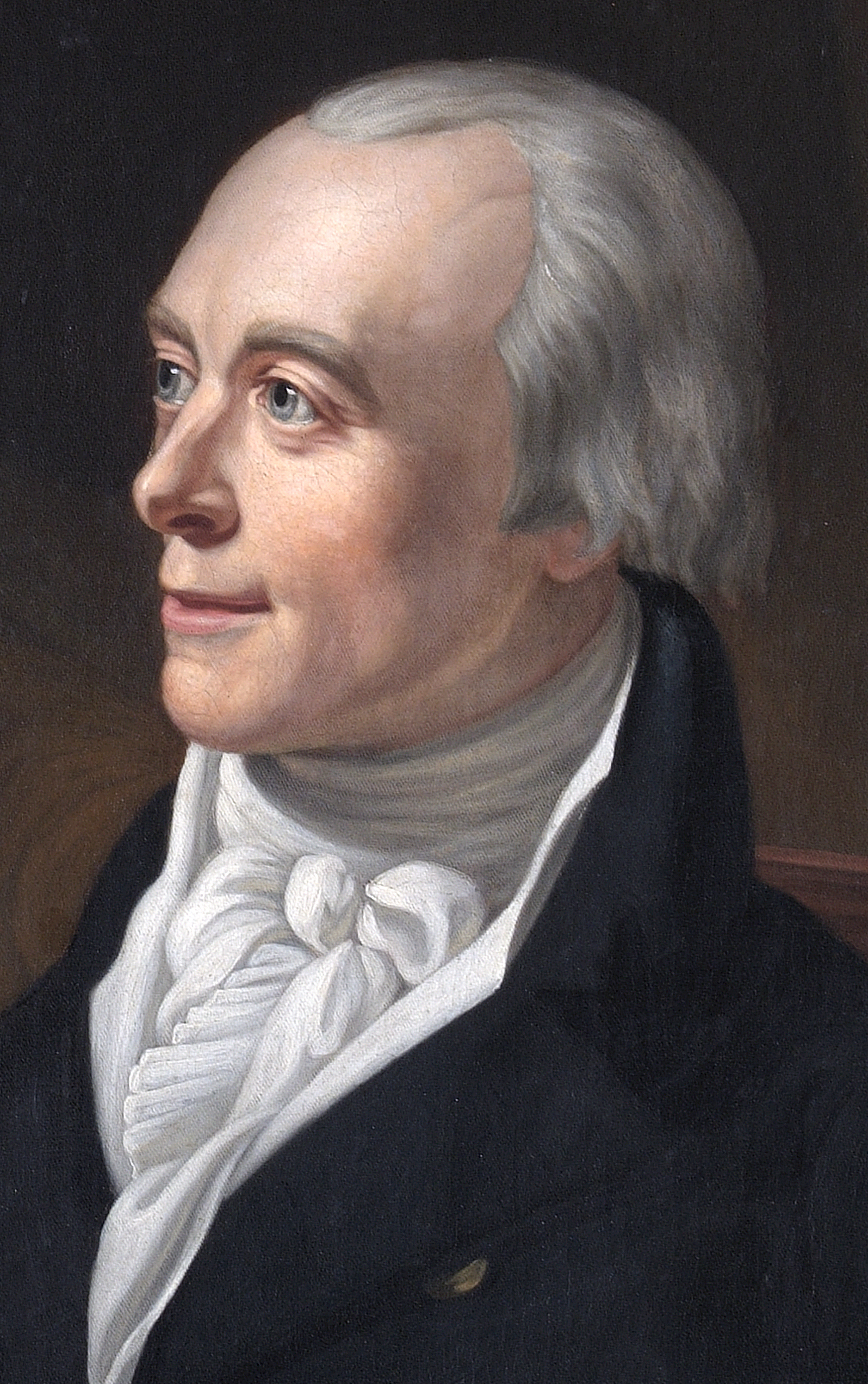
Spencer Perceval (1762–1812)

### Perch
- Perch, James (* 1985), englischer Fußballspieler
- Perchaud, Pierre (* 1981), französischer Jazzgitarrist und Banjospieler
- Perché, Napoleon Joseph (1805–1883), französischer Geistlicher, Erzbischof von New Orleans
- Percher-Kropf, Petra (* 1972), österreichische Journalistin
- Perchermeier, Josef (1901–1960), deutscher Bankmanager
- Perchicot, André (1888–1950), französischer Radrennfahrer
- Perchin, Michail Jewlampjewitsch (1860–1903), russischer Goldschmied
- Perchinger, Erasmus († 1483), deutscher Geistlicher und Franziskaner
- Perchtold, Christina (* 1993), österreichische Radrennfahrerin
- Perchtold, Marco (* 1988), österreichischer Fußballspieler
- Perchtold, Peter (* 1984), deutscher Fußballspieler und -trainerPeter Perchtold (* 1984)

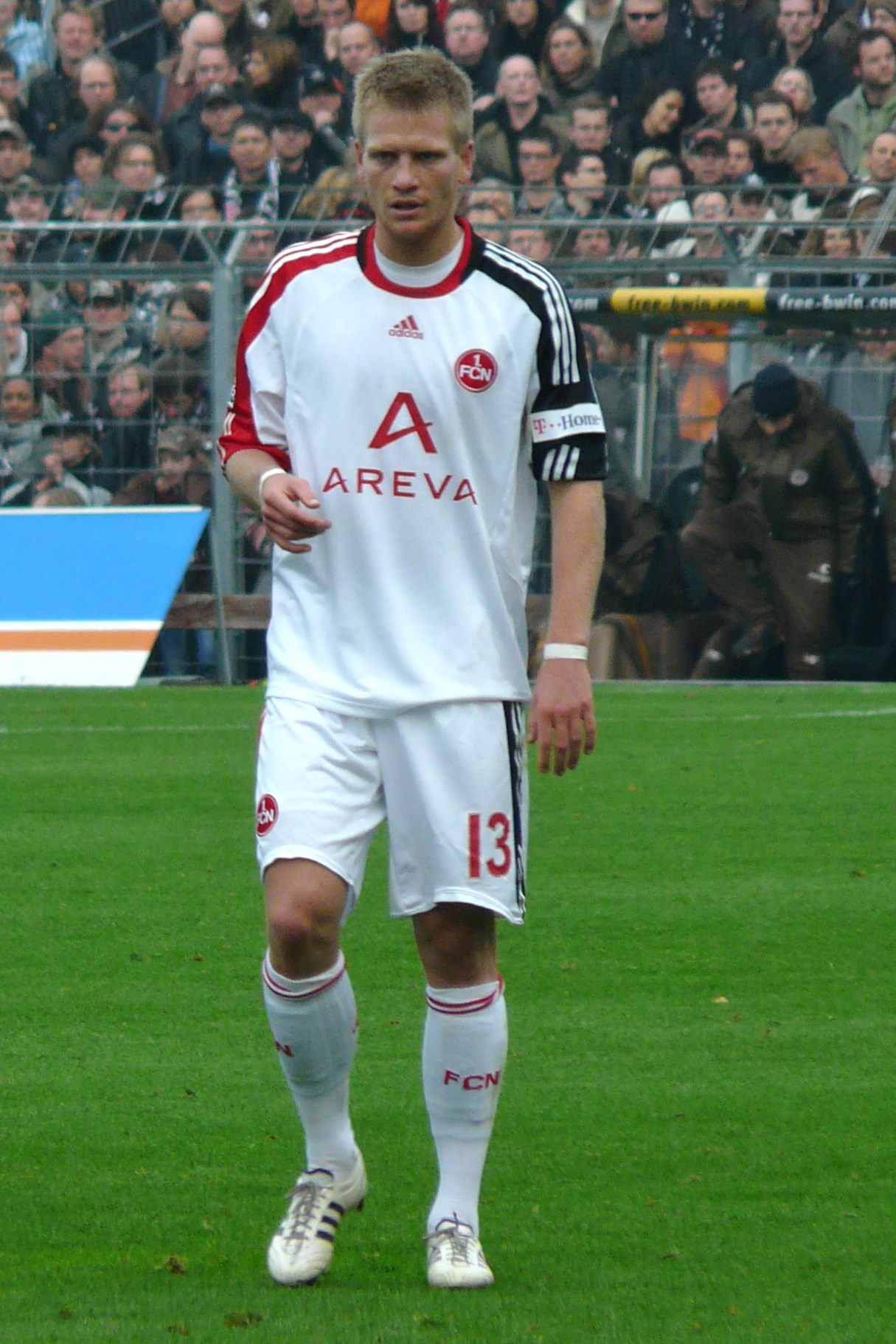
Peter Perchtold (* 1984)

- Perchun, Serhij (1977–2001), ukrainischer Fußballtorhüter

### Perci
- Perciballi, Luca (* 1984), italienischer Jazz- und Improvisationsmusiker (Gitarre, Elektronik, Komposition)
- Percic, Petrus († 1572), Bischof von Seckau
- Percier, Charles (1764–1838), französischer Architekt
- Perciful, Jack (1925–2008), US-amerikanischer Jazzmusiker und Arrangeur
- Percillier, Nathalie (* 1960), französische Filmregisseurin und Autorin
- Perčin, Jelena (* 1981), kroatische Filmschauspielerin
- Perčinlić, Ljubomir (1939–1998), bosnischer Maler und Hochschullehrer
- Percival, US-amerikanischer PopsängerPercival

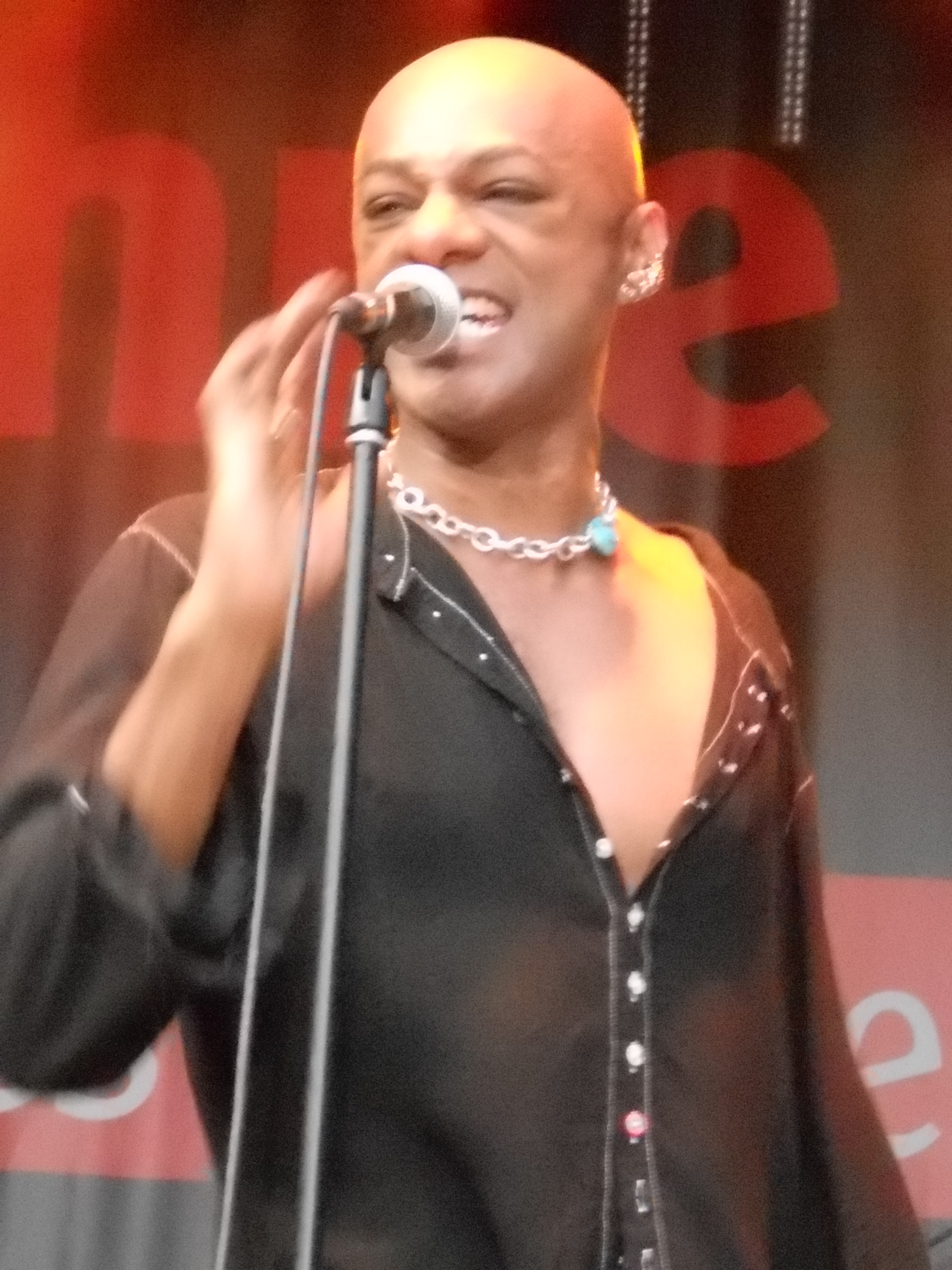
Percival

- Percival, Arthur Blayney (1874–1940), britischer Jagdaufseher, Jäger und Naturforscher in Ostafrika
- Percival, Arthur Ernest (1887–1966), britischer Lieutenant General
- Percival, Brian (* 1962), britischer Regisseur
- Percival, Edgar Wickner (1897–1984), britischer Pilot und Flugzeugkonstrukteur
- Percival, Harold (1876–1944), britischer Offizier, Kommandant von Malta und britischer Plebiszitkommissar
- Percival, Ian C. (* 1931), britischer Physiker
- Percival, James Gates (1795–1856), US-amerikanischer Dichter und Philologe
- Percival, John (1863–1949), britischer Agrarbotaniker
- Percival, Peniamina (* 1994), samoanischer Judoka
- Percival, Ria (* 1989), neuseeländische Fußballspielerin
- Percival, Thomas (1740–1804), englischer Arzt, Autor der ersten Leitlinie zur Medizinethik

### Perck
- Perckenthin, Claus Hartwig von († 1719), dänischer Geheimer Rat und Landdrost der Herrschaft Pinneberg
- Perckentin, Gebhard Ulrich von (* 1689), deutsch-dänischer Geheimer Rat und Landdrost der Herrschaft Pinneberg
- Perckhammer, Heinz von (1895–1965), österreichischer Fotograf
- Perckmayr, Reginbald († 1742), deutscher Benediktiner und Theologe

### Perco
- Perco, Rudolf (1884–1942), österreichischer Architekt
- Pèrcopo, Erasmo (1860–1928), italienischer Romanist, Italianist und Literaturwissenschaftler
- Percoto, Caterina (1812–1887), italienische Schriftstellerin und Dichterin
- Pércovich, Luis (1931–2017), peruanischer Politiker
- Percovich, Margarita (* 1941), uruguayische Politikerin

### Perct
- Perctarit († 688), König der Langobarden

### Percu
- Percudani, José Alberto (* 1965), argentinischer Fußballspieler
- Percus, Jerome K. (1926–2021), US-amerikanischer Physiker und Mathematiker

### Percy
- Percy, Algernon, 10. Earl of Northumberland (1602–1668), englischer Adliger, Militär und Staatsmann
- Percy, Algernon, 6. Duke of Northumberland (1810–1899), britischer Politiker der Conservative Party, Mitglied des House of Commons und Peer
- Percy, Charles H. (1919–2011), US-amerikanischer Politiker
- Percy, Dorothy, Countess of Northumberland (1561–1619), englische Adlige
- Percy, Eustace, 1. Baron Percy of Newcastle (1887–1958), britischer Politiker, Abgeordneter des House of Commons, Peer, Minister
- Percy, George (* 1580), britisch-amerikanischer Politiker
- Percy, Henry (1364–1403), englischer Adliger
- Percy, Henry de († 1272), englischer Adliger
- Percy, Henry, 1. Baron Percy († 1314), englischer Adliger und Militär
- Percy, Henry, 1. Earl of Northumberland (1341–1408), englischer Adliger
- Percy, Henry, 2. Baron Percy († 1352), englischer Magnat und Militär
- Percy, Henry, 2. Earl of Northumberland († 1455), englischer Adliger
- Percy, Henry, 3. Baron Percy, englischer Magnat und Diplomat
- Percy, Henry, 6. Earl of Northumberland († 1537), englischer AdeligerHenry Percy, 6. Earl of Northumberland († 1537)

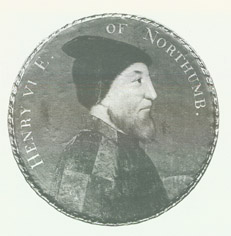
Henry Percy, 6. Earl of Northumberland († 1537)

- Percy, Henry, 7. Duke of Northumberland (1846–1918), britischer Adliger und Politiker der Conservative Party
- Percy, Henry, 9. Earl of Northumberland (1564–1632), intellektuelle und kulturelle Persönlichkeit des englischen Hochadels
- Percy, Hugh, 1. Duke of Northumberland († 1786), englischer Peer, Politiker und Landowner
- Percy, Hugh, 10. Duke of Northumberland (1914–1988), britischer Peer und Hofbeamter
- Percy, Hugh, 2. Duke of Northumberland (1742–1817), britischer Peer und Offizier
- Percy, Hugh, 3. Duke of Northumberland (1785–1847), britischer Adliger und Politiker
- Percy, Iain (* 1976), britischer Segler und Olympiasieger
- Percy, Joceline, 11. Earl of Northumberland (1644–1670), englischer Adliger
- Percy, John (1817–1889), englischer Arzt, Chemiker und Metallurgietechniker
- Percy, Karen (* 1966), kanadische Skirennläuferin
- Percy, Lee (* 1953), US-amerikanischer Filmeditor
- Percy, LeRoy (1860–1929), US-amerikanischer Politiker
- Percy, Margaret de († 1375), englische Adlige
- Percy, Matilda de, englische Adlige
- Percy, Nicholas (* 1994), britischer Diskuswerfer
- Percy, Norma, US-amerikanische Dokumentarfilmerin und Produzentin
- Percy, Pierre-François (1754–1825), französischer Chirurg und Militärarzt
- Percy, Ralph, 12. Duke of Northumberland (* 1956), britischer PeerRalph Percy, 12. Duke of Northumberland (* 1956)

Ralph Percy, 12. Duke of Northumberland (* 1956)

- Percy, Richard († 1461), englischer Ritter
- Percy, Richard de, englischer Adliger und Rebell
- Percy, Robert († 1485), englischer Ritter
- Percy, Samuel, irischer Bildhauer und Wachsmodelleur
- Percy, Sidney Richard (1821–1886), englischer Landschaftsmaler
- Percy, Thomas († 1369), Bischof von Norwich
- Percy, Thomas (1729–1811), englischer Bischof von Dromore und Poet
- Percy, Thomas, 1. Earl of Worcester (1343–1403), englischer Adliger, Militär, Diplomat und Rebell
- Percy, Tony (* 1963), australischer römisch-katholischer Geistlicher, Weihbischof in Sydney
- Percy, Walker (1916–1990), amerikanischer Schriftsteller
- Percy, William Armstrong (1933–2022), US-amerikanischer Hochschullehrer, Historiker und Autor
- Percy, William de, normannischer Adliger
- Percy, Win (* 1943), britischer Automobilrennfahrer
- Percy-Wüstenhagen, Emmy (1905–1975), österreichische Schauspielerin

### Percz
- Percz, János (1920–2000), ungarischer Metallkünstler, modernistischer Schmuckdesigner und Grafiker
- Perczel, Béla (1819–1888), ungarischer Politiker, Justizminister und Richter
- Perczel, Dezső (1848–1913), ungarischer Politiker, Innenminister und Präsident des Abgeordnetenhauses
- Perczel, Mór (1811–1899), ungarischer Revolutionsgeneral und Politiker